# Histaspes (hijo de Jerjes I)
Histaspes fue el tercer hijo del rey persa Jerjes I. Cuando su padre fue asesinado por el visir Artabano, su hermano Artajerjes I se hizo con el trono. Según Diodoro Sículo, Histaspes era sátrapa de Bactriana en el momento de la muerte de su Artajerjes. Esto se contradice con la versión de Ctesias, según la cual cierto Artabano (no confundir con el asesino de Jerjes) lideró entonces una rebelión en Bactriana, donde era sátrapa. Es posible que el verdadero rebelde haya sido Histaspes.